# Беляевский сельсовет (Оренбургская область)
Беляевский сельсовет — сельское поселение в Беляевском районе Оренбургской области Российской Федерации.
Административный центр — село Беляевка.

## История
Статус и границы сельского поселения установлены Законом Оренбургской области от 2 сентября 2004 года № 1424/211-III-ОЗ «О наделении муниципальных образований Оренбургской области статусом муниципального района, городского округа, городского поселения, установлении и изменении границ муниципальных образований»

## Население
| 2010  | 2012  | 2013  | 2014  | 2015  | 2016  | 2017  |
| ----- | ----- | ----- | ----- | ----- | ----- | ----- |
| 5354  | ↘5265 | ↘5167 | ↘5149 | ↘5094 | ↘5038 | ↗5077 |
| 2018  | 2019  | 2020  | 2021  |       |       |       |
| ↘5005 | ↘4898 | ↘4777 | ↘4707 |       |       |       |

## Состав сельского поселения
| № | Населённый пункт | Тип населённого пункта       | Население |
| - | ---------------- | ---------------------------- | --------- |
| 1 | Беляевка         | село, административный центр | ↘4473     |
| 2 | Жанаталап        | село                         | 365       |